# Чеган
Чеган (грч. Άγιος Αθανάσιος, Агиос Атанасиос) је насељено место у општини Воден у периферији Средишња Македонија, Грчка. Према попису из 2021. године био је 41 становник.
Према бугарском географу и историчару, Василу Канчову, у Чегану је 1900. године живело 750 Словена хришћана. Македонски историчар Тодор Симовски, 1998. године наводи да је Чеган словенско насеље.